# Mayumi Iizuka
Mayumi Iizuka (jap. 飯塚 雅弓, Iizuka Mayumi; * 3. Januar 1977 in der Präfektur Tokio) ist eine japanische Synchronsprecherin (Seiyū), die für Gekidan Wakakusa und Tokuma Japan Communications arbeitet. Sie ist vor allem für ihre Synchronrollen von Misty im japanischen Pokémon-Franchise bekannt.

## Sprechrollen (Auswahl)
- Yukari und Princess Millerna in The Vision of Escaflowne
- Sora in Escaflowne – The Movie
- Nanaka Nakatomi in Mahō Tsukai Tai!
- Sakuya Kumashiro in Shin Tenchi Muyō!
- Reiko Asagiri in Gate Keepers
- Anna Nozaki in Mahō no Stage Fancy Lala
- Makoto Sawatari in Kanon
- Lasty Farson in Angelic Serenade (alias Tenbatsu! Angel Rabbie)
- Misty, Piepi, und Pixie in Pokémon
- Cleao in Sorcerous Stabber Orphen
- Yoko Tokashiki in Princess Nine
- Akari Mizushima in Chance: Triangle Session
- Tron Bonne in Mega Man Legends, Marvel vs. Capcom 2 und Namco x Capcom
- Panakoin Nagasarete Airantō
- Aoi Matsubara in ToHeart
- Rena Lanford in Star Ocean EX
- Raine in Emban Kōjo Valkyrie
- Yuka Odajima in Pretty Cure
- Miyuki in Fresh Pretty Cure!